# Honor Służyć Rydze
Honor Służyć Rydze (łot. Gods Kalpot Rīgai, GKR) – łotewska partia polityczna o niesprecyzowanej ideologii reprezentowana w samorządzie miasta Rygi oraz Sejmie. Na jej czele stoi poseł Oļegs Burovs, były mer Rygi.

## Historia
Partia powstała w marcu 2012 roku na bazie ryskiej organizacji zlikwidowanego wcześniej ugrupowania LPP/LC, będącego koalicjantem Centrum Zgody w radzie miejskiej Rygi. W zjeździe założycielskim uczestniczyło 316 delegatów, wybrano przewodniczącego, którym został ówczesny wiceburmistrz Rygi Andris Ameriks, a także dwudziestoosobowy zarząd. Dwunastu jego członków było radnymi zlikwidowanego w grudniu 2011 LPP/LC.
Ugrupowanie zadeklarowało, że będzie bronić interesów łotewskiej stolicy, za podstawę działania przyjęło strategię rozwoju Rygi do 2025 r. Jednocześnie opowiedziało się przeciwko dzieleniu mieszkańców Rygi wedle kryterium etnicznego. „Nasza partia nie jest ani łotewska, ani rosyjska, tylko ryska, wielonarodowościowa jak Ryga”, zaś „rozwój Rygi nie może być ani lewicowy, ani regionalny (…) Będziemy współpracować ze wszystkimi partiami, które chcą rozwoju miasta” – powiedział nowo wybrany przewodniczący Andris Ameriks. Wśród postulatów partii GKR znalazły się sprawy społeczne takie jak zapewnienie dostępu do żłobków i przedszkoli, rozwój 58 dzielnic Rygi, bezpłatny transport dla emerytów i uczniów.
Do partii przystąpili biznesmeni i działacze chrześcijańscy, klientela dawnej partii LPP/LC z samorządu ryskiego, a także ludzie kultury tacy jak dyrygent Oksana Čerkasova, śpiewaczka operowa Ieva Viļuma, producentka filmowa Dace Kudiņa. Za powołaniem do życia ugrupowania GKR opowiedział się także Ainars Baštiks, pastor i były minister ds. rodziny, a także były minister oświaty Juris Radzevičs.
W wyborach w 2013 partia wystartowała w koalicji z Centrum Zgody, łącznie ten sojusz uzyskał wówczas 39 radnych. Cztery lata później kandydaci GKR znaleźli się na wspólnej liście z Socjaldemokratyczną Partią „Zgoda”, koalicja wywalczyła 32 z 60 mandatów w radzie miejskiej. Także w wyborach parlamentarnych w 2014 i 2018 GKR wystartowało z listy „Zgody”. Jedyną posłanką tego ugrupowania zostawała w tych latach Jūlija Stepaņenko, żona radnego Rygi Vjačeslavsa Stepaņenko, w 2016 i 2018 r. wykluczona z prac frakcji poselskiej „Zgody” m.in. za stosunek do konwencji stambulskiej.
W latach 2010–2018 z ramienia GKR funkcję wiceburmistrza Rygi pełnił Andris Ameriks, zaś od 2018 do 2019 był nim Oļegs Burovs. Burovs sprawował także obowiązki mera Rygi po tym jak w kwietniu 2019 usunięty z tego stanowiska został Nils Ušakovs. W maju 2019 GKR zadeklarowała, że nie poprzez kandydata partii „Zgoda” na funkcję mera i zaproponowała na to stanowisko własnego działacza. 30 maja na urząd nowego mera Rygi został wybrany członek GKR Dainis Turlais. Następnie stanowisko to objął Oļegs Burovs, reprezentujący to samo ugrupowanie. W wyborach samorządowych z 2020 roku partia uzyskała pięć mandatów w radzie miejskiej Rygi i przeszła do opozycji. Trzy lata później ponownie weszła w skład koalicji rządzącej Rygą, tym razem skupionej wokół mera Vilnisa Ķirsisa.
Latem 2022 roku ugrupowanie poinformowało, że w wyborach do Sejmu, przewidzianych na jesień, wystartuje razem z Łotwą na pierwszym miejscu. W wyniku tych wyborów mandat posła na Sejm uzyskał Oļegs Burovs, który jednak w następnym roku odszedł z frakcji LPV. We wrześniu 2023 Burovs przyłączył się do koalicji rządzącej, sformowanej przez Evikę Siliņę, deklarując wsparcie dla jej rządu, a także współpracę z koalicyjnym ugrupowaniem Związek Zielonych i Rolników.
W 2017 partia liczyła 542 członków. W wyborach w 2019 ówczesny lider GKR Andris Ameriks kandydował z listy Socjaldemokratycznej Partii „Zgoda” i uzyskał mandat posła do Parlamentu Europejskiego IX kadencji. Mandat posła sprawował do lipca 2024. 